# PowerQUICC
PowerQUICC è una famiglia di microcontrollori prodotti da Freescale Semiconductor basati sull'architettura Power. I controllori sono prodotti partendo da un core PowerPC al quale viene aggiunto un core QUICC, un core RISC specializzato per gestire l'input/output, l'ATM, le reti locali, l'USB e alcune operazioni legate alla sicurezza. Molti di questi processori sono System-on-a-chip sviluppati per il mercato embedded.
I processori PowerQUICC sono utilizzati in sistemi legati alle reti locali, alla memorizzazione elettronica dei dati, all'automazione industriale ed in alcune applicazioni consumer.
Freescale Inoltre produce i microcontrollori QUICC basati sulla vecchia architettura Motorola 68000.

## Linee
Esistono quattro linee distinte, suddivise per potenza di elaborazione.

### PowerQUICC I

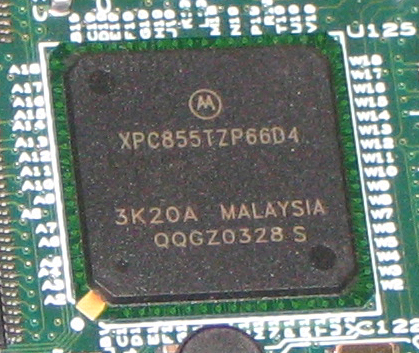
The Freescale XPC855T Service Processor of a Sun SunFire V20z

- MPC8xx

### PowerQUICC II
- MPC82xx
- 603, e200, G2

### PowerQUICC II Pro
- MPC83xx
- e300

### PowerQUICC III
- MPC85xx
- e500

### Futuro
e600 e e700 con integrato il core QUICC.